# Neblinanthera cumbrensis
Neblinanthera es un género monotípico de plantas con flores pertenecientes a la familia Melastomataceae. Su única especie: Neblinanthera cumbrensis, es originaria de Sudamérica donde se distribuye por Brasil y Venezuela. 

## Taxonomía
Neblinanthera cumbrensis fue descrita por John Julius Wurdack y publicado en Memoirs of The New York Botanical Garden 10(5): 153. 1964.